# وكالة الدفاع المعنية بخفض التهديدات
وكالة الدفاع المعنية بخفض التهديدات هي وكالة تابعة لوزارة الدفاع بالولايات المتحدة، وهي الوكالة الرسمية لدعم القتال لمكافحة أسلحة الدمار الشامل (المواد الكيميائية والبيولوجية والإشعاعية والنووية والمتفجرات القوية). تنص الخطة الاستراتيجية للوكالة للسنوات المالية من عام 2018 إلى عام 2022 على أن مهمة وكالة الدفاع المعنية بخفض التهديدات «تمكّن وزارة الدفاع وحكومة الولايات المتحدة من الاستعداد ومكافحة أسلحة الدمار الشامل والتهديدات المرتجلة وضمان الردع النووي». يقع المقر الرئيس للوكالة في منشأة فورت بلفوار في مقاطعة فيرفاكس في ولاية فرجينيا.

## المسؤوليات
طبقت وكالة الدفاع المعنية بخفض التهديدات والوكالات التي سبقتها بعد نهاية الحرب الباردة جوانب وزارة الدفاع في العديد من المعاهدات التي تساعد بلدان الكتلة الشرقية السابقة (الاتحاد السوفييتي والبلدان التابعة له أو الحليفة له) في تدمير مواقع الأسلحة النووية والبيولوجية والكيميائية، التي تعود إلى الحقبة السوفيتية (مثل صوامع الصواريخ ومرافق إنتاج البلوتونيوم) في محاولة لتحذير انتشار الأسلحة المحتمل في فترة ما بعد الاتحاد السوفيتي في جزء من برنامج نان لوغار التعاوني لخفض التهديدات. تتحمل وكالة الدفاع المعنية بخفض التهديدات مسؤولية الإبلاغ الأمريكي بموجب معاهدة ستارت الجديدة ومعاهدة الصواريخ النووية متوسطة المدى.
تعَد وكالة الدفاع المعنية بخفض التهديدات مسؤولة أيضًا عن خفض تهديدات الحرب التقليدية خاصة في أوروبا، وذلك من خلال المشاركة في مختلف معاهدات تقييد استخدام الأسلحة التي كانت الولايات المتحدة طرفًا فيها مثل اتفاقية القوات المسلحة التقليدية في أوروبا واتفاقية السماوات المفتوحة، ووثيقة فيينا والتبادل العالمي للمعلومات العسكرية تحت رعاية منظمة الأمن والتعاون في أوروبا، ونشاط الشفافية في التسلح في الأمم المتحدة وترتيبات واسينار.
مُنح مدير وكالة الدفاع المعنية بخفض التهديدات في 26 يناير في عام 2006 مسؤولية إضافية لإدارة مركز يو أس أس تي آر إيه تي سي أو إم  لمكافحة أسلحة الدمار الشامل، وهو مركز تابع للقيادة الاستراتيجية الأمريكية.
تتحمل وكالة الدفاع المعنية بخفض التهديدات مسؤولية إدارة برامج التكنولوجيا وعلوم الدفاع الكيميائي والبيولوجي التابعة لوزارة الدفاع ودمجها. تغير موقع قسم من مركز أبحاث الدفاع البيولوجي الكيميائي في وكالة الدفاع المعنية بخفض التهديدات إلى مركز إيدجوود البيولوجي الكيميائي في أرض الاختبار بمدينة أبردين في ولاية ماريلاند في عام 2011، وذلك وفقًا للتوصية رقم 174 (إيتش) الصادرة عن لجنة الإقفال وإعادة التنظيم الأساسيين لعام 2005. يمثل هذا نقل حوالي 10% من موظفي مركز أبحاث الدفاع البيولوجي الكيميائي في الوكالة إلى أرض الاختبار بمدينة أبردين، بينما بقي الموظفون الآخرون في منشأة فورت بيلفوار.

## المهام والمشاريع والبرامج البارزة

### فيروس الإيبولا
أنفقت وكالة الدفاع المعنية بخفض التهديدات حوالي 300 مليون دولار على جهود البحث والتطوير العلمية منذ عام 2003 لتطوير لقاحات وإجراءات علاجية ضد الحمى النزفية الفيروسية بما في ذلك فيروس الإيبولا. دخلت الوكالة ابتداءً من عام 2007 في شراكة مع المعهد الوطني للحساسية والأمراض المعدية التابع لوزارة الصحة والخدمات الإنسانية في الولايات المتحدة، ومعهد البحوث الطبية للأمراض المعدية التابع لجيش الولايات المتحدة لتمويل الأبحاث حول الدواء الذي يُطلق عليه الآن اسم ZMapp، والذي استُخدم منذ ذلك الحين على العديد من المرضى.
مولت وكالة الدفاع المعنية بخفض التهديدات أيضًا وأدارت البحث في اختبار (إي زيد 1) المستخدم للكشف عن وجود فيروس إيبولا زائير وتشخيص وجوده عند البشر. حصل اختبار (إي زيد 1) على إذن استخدام الطوارئ من قبل وزارة الغذاء والدواء في أغسطس في عام 2014. طورت الوكالة اختبار (إي زيد 1) لأول مرة ضمن «مبادرة الاستعداد الحيوي» لعام 2011 لوزارة الدفاع الأمريكية للتجهز لانتشار محتمل لفيروس الإيبولا. استُخدم اختبار (إي زيد 1) لتحديد المرضى المصابين في غرب إفريقيا.
كانت الوكالة هي مديرة برنامج تصميم نظام عزل التنقل واختباره وتعاقده وإنتاجه، وهو نظام مغلق لاحتواء المرضى المصابين بالفيروس، ويمكن حمله في السلاح الجوي الأمريكي لطائرتي الشحن غلوب ماستر سي 17 وهيركوليز سي 130 للإخلاء الجوي. صُمم نظام عزل التنقل للتعامل مع القوات الأمريكية التي تتعرض للإصابة بفيروس إيبولا أو المصابة به أثناء الخدمة في عملية المساعدة المتحدة، ولكنه مخصص لنقل أي شخص معرض للإصابة أو مصاب بأي مرض شديد العدوى.
منح برنامج نان لوغار التعاوني لخفض التهديدات التابع لوكالة الدفاع المعنية بخفض التهديدات عقدًا قيمته 4 ملايين دولار لشركة إم آر آي غلوبال من أجل «تهيئة اثنين من أنظمة المختبرات المتنقلة ذات الاستجابة السريعة وتجهيزهما وعرضهما وتزويدهما؛ لدعم تفشي الإيبولا المستمر في غرب إفريقيا». انتشرت المختبرات في جمهورية سيراليون في غرب أفريقيا.

### أسلحة سوريا الكيميائية
كانت وكالة الدفاع المعنية بخفض التهديدات واحدة من وكالات وزارة الدفاع الأمريكية الرئيسة التي طورت نظام الحلمهة الميداني القابل للانتشار المستخدم لتدمير الأسلحة الكيميائية السورية على متن سفينة الحاويات إم في كيب راي التي تحمل العلم الأمريكي في صيف عام 2014، وذلك بعد موافقة سوريا على التخلي عن مخزونها من الأسلحة الكيميائية تحت الضغط الدولي ووفقًا لقرار مجلس الأمن التابع للأمم المتحدة رقم 2118. تعاونت الوكالة مع مركز إيدجوود البيولوجي الكيميائي التابع لجيش الولايات المتحدة لتطوير نظام الحلمهة الميداني القابل للانتشار، ثم تعديله من أجل العمليات المحمولة على متن السفن، وذلك بعد أن وافق الرئيس السوري بشار الأسد على تسليم ترسانة الغاز السام ومعدات إنتاج الأسلحة الكيميائية إلى منظمة حظر الأسلحة الكيميائية، ولكن لم تتطوع أي دولة لاستضافة عملية التدمير.
دمرت وحدتا نظام الحلمهة الميداني القابل للانتشار أكثر من 600 طن من غاز السارين والخردل السامين، واستكملت المهمة مباشرة بعد عدة أسابيع من الموعد المحدد. نُقلت المواد المتبقية إلى فنلندا وألمانيا للتخلص النهائي منها. مُنحت الوكالة جائزة وحدة الاستحقاق المشتركة العسكرية الثالثة لتدميرها الأسلحة الكيميائية المعلن عنها في سوريا بنجاح.